# Acmaeodera audreyae
Acmaeodera audreyae är en skalbaggsart som beskrevs av Frederic Westcott och Barr 2007. Acmaeodera audreyae ingår i släktet Acmaeodera och familjen praktbaggar. Inga underarter finns listade i Catalogue of Life.